# 2010年12月逝世人物列表
2010年逝世人物列表：1月 - 2月 - 3月 - 4月 - 5月 - 6月 - 7月 - 8月 - 9月 - 10月 - 11月 - 12月
2010年12月逝世人物列表，是用于汇总2010年12月期间逝世人物的列表。

## 依日期排序

### 1日
- 貝倫蒂·阿卜杜勒·哈米德（Berlenti Abdul Hamid），75歲，埃及女演員，中風。[1]
- W. Geoffrey Arnott，80歲，英國希臘學家。[2]
- 阿德里安·布勞（Adriaan Blaauw），96歲，荷蘭天文學家。[3]
- 海倫·博特賴特（Helen Boatwright），94歲，美國女高音，跌倒併發症。[4]
- 希拉德·埃爾金斯（Hillard Elkins），81歲，美國人才經理和電影製片人（愛麗絲餐廳，理查·普賴爾：現場音樂會），心臟病發作。[5]
- 弗蘭克·S·埃米（Frank S. Emi），94歲，美國公平競爭委員會委員。[6]
- Shahla Jahed，39歲，伊朗被定罪的殺人犯，被處以絞刑。[7]
- 查理斯·米利肯（Charles N. Millican），94歲，美國學者，中佛羅里達大學創始校長。[8]
- 理查·邁爾斯（Richard P. Myers），62歲，美國政治家，伊利諾伊州眾議院議員（1995-2010），前列腺癌。[9]
- 彼得·韋克菲爾德爵士，88歲，英國外交官。[10]

### 2日
- Michael Bunluen Mansap，81歲，泰國羅馬天主教主教，烏汶叻差他尼主教（1976-2006）。[11]
- 蜜雪兒·佐丹奴（Michele Giordano），80歲，義大利羅馬天主教樞機主教，那不勒斯大主教（1987-2006）。[12]
- Chane't Johnson，34歲，美國女演員，心臟病發作。[13]
- 李歡，93歲，臺灣政治家，中華民國總理（1989-1990），心肺衰竭。[14]
- 埃爾納尼·洛佩斯，68歲，葡萄牙政治家，財政部長（1983-1985）。[15]
- 勞里·塔米寧（Lauri Tamminen），91歲，芬蘭奧運運動員。[16]

### 3日
- 阿卜杜馬里克·巴胡裡，83歲，塔吉克作家。[17]
- 馬文·巴斯（Marvin Bass），91歲，美國大學橄欖球運動員和教練。[18]
- Hugues Cuénod，108歲，瑞士男高音。[19]
- 菲爾·賈斯納（Phil Jasner），68歲，美國體育作家，癌症。[20]
- 伊萊恩·考夫曼（Elaine Kaufman），81歲，美國餐館老闆，伊萊恩（Elaine's）的創始人，肺氣腫和肺動脈高壓。[21]
- 馬寧，88歲，中國少將，解放軍空軍司令（1973-1977）。[22]
- 唐納德·帕斯，80歲，英國抽象畫家。[23]
- 何塞·拉莫斯·德爾加多，75歲，阿根廷足球運動員和教練，阿爾茨海默病。[24]
- 羅恩·桑托（Ron Santo），70歲，美國棒球運動員和廣播員（芝加哥小熊隊），美國職業棒球大聯盟名人堂成員，糖尿病和膀胱癌併發症。[25]
- Skip Young，59歲，美國職業摔跤手。[26]

### 4日
- 40歲的印度電影導演兼演員馬尼什·阿查里亞（Manish Acharya）從馬背上摔下來。[27]
- 穆罕默德·馬赫布布·阿拉姆（Mohamed Mahbub Alam），38歲，孟加拉國奧運短跑運動員，交通事故。[28]
- 帕梅拉·布萊恩特（Pamela Bryant），51歲，美國模特，女演員（H.O.T.S.）和花花公子本月玩伴（1978年4月），自然原因。[29]
- 皮埃爾·德·博蒙特（Pierre de Beaumont），96歲，布魯克斯通（Brookstone）的法裔美國人創始人。[30]
- 莉亞·多拉納（Lia Dorana），92歲，荷蘭女演員和喜劇演員。[31]
- 凱茜·哈文（Cathy Harvin），56歲，美國政治家，南卡羅來納州眾議院議員（自2006年起），乳腺癌。[32]
- Torodd Hauer，88歲，挪威奧運速度滑冰運動員。[33]
- 柯蒂斯·奧基亞國王，73歲，美國職業摔跤手，長期患病。[34]
- 雅克·拉弗勒爾（Jacques Lafleur），78歲，法國政治家，新喀里多尼亞反獨立運動領導人。[35]
- 肯·雷曼（Ken Lehman），82歲，美國棒球運動員（布魯克林道奇隊）。[36]
- Birthe Nielsen，84歲，丹麥奧運短跑運動員。[37]
- 阿德里安·辛普森（Adrienne Simpson），67歲，紐西蘭廣播員和作家。[38]
- 希瑟·史迪威（Heather Stilwell），66歲，加拿大反墮胎活動家和政治家，基督教傳統黨領袖（1993-1994），乳腺癌。[39]
- 達戈貝托·蘇亞雷斯·梅洛，35歲，哥倫比亞政治家，瓜維亞雷州長（2010年），車禍。[40]

### 5日
- 阿爾巴諾·阿爾巴尼斯，88歲，義大利跨欄運動員和跳高運動員。[41]
- 艾倫·阿默（Alan Armer），88歲，美國艾美獎獲獎電視製片人（《逃亡者》），結腸癌。[42]
- 沙米爾·布爾濟耶夫，25歲，俄羅斯足球運動員，車禍。[43]
- 大衛·弗倫奇（David French），71歲，加拿大劇作家，癌症。[44]
- 瑪麗亞·埃斯特·加蒂（María Ester Gatti），92歲，烏拉圭人權活動家。[13][45]
- 赫達·馬戈利烏斯·科瓦利（Heda Margolius Kovály），91歲，捷克作家和大屠殺倖存者。[46]
- 約翰·萊斯利（John Leslie），65歲，美國色情電影演員兼導演，心臟病發作。[47]
- 唐·梅雷迪思（Don Meredith），72歲，美式橄欖球運動員（達拉斯牛仔隊）和評論員（週一橄欖球之夜），腦出血。[48]
- 約翰·湯瑪斯·斯坦博克（John Thomas Steinbock），73歲，美國羅馬天主教主教，聖羅莎主教（1987-1991）和弗雷斯諾主教（自1991年起），肺癌。[49]
- 維爾吉利奧·特謝拉（Virgílio Teixeira），93歲，葡萄牙演員（《七人歸來》、《羅馬帝國的陷落》、《El Cid》）。[50]

### 6日
- 瑪麗亞·阿爾瓦雷斯·里奧斯，91歲，古巴作曲家、鋼琴家和教育家。[51]
- 弗蘭克·貝薩克（Frank Bessac），88歲，美國人類學家，中風。[52]
- 湯姆·克勞（Tom Crowe），88歲，愛爾蘭出生的英國主持人（BBC Radio 3）。[53]
- 馬克·戴利（Mark Dailey），57歲，美國出生的加拿大電視記者和播音員，癌症。[54]
- 安布羅西奧·埃切巴里亞·阿羅伊塔，88歲，西班牙羅馬天主教主教，巴爾巴斯特羅-蒙松主教（1974-1999）。[55]
- René Hauss，82歲，法國足球運動員。[56]
- 諾曼·赫瑟靈頓（Norman Hetherington），89歲，澳大利亞漫畫家和電視名人。[57]
- Ferenc Keszthelyi，82歲，匈牙利羅馬天主教主教，瓦茨主教（1992-2003）。[58]
- 詹姆斯·湯瑪斯·林恩（James Thomas Lynn），83歲，美國政治家，住房和城市發展部長（1973-1975），中風併發症。[59]
- 維克·林恩（Vic Lynn），85歲，加拿大冰球運動員（芝加哥黑鷹隊，紐約遊騎兵隊）。[60]
- 伊姆雷·馬蒂斯（Imre Mathesz），73歲，匈牙利足球運動員和教練，車禍。[61]
- Art Quimby，77歲，美國大學籃球運動員（康涅狄格大學）。[62]
- 漢克·雷蒙茲（Hank Raymonds），86歲，美國大學籃球教練（馬凱特），癌症。[63]
- Roy R. Rubottom， Jr.，98歲，美國外交官。[64]
- 馬丁·拉斯（Martin Russ），79歲，美國作家，美國海軍陸戰隊員。[65]
- T. E. Srinivasan，60歲，印度板球運動員，腦癌。[66]
- 儒利奧·塔瓦雷斯·雷賓巴斯，88歲，葡萄牙羅馬天主教主教，波爾圖大主教（1982-1997）。[67]
- 艾倫·烏格蘭（Ellen Ugland），57歲，挪威億萬富翁。[68]

### 7日
- 穆拉特·阿赫紮克（Murat Akhedzhak），48歲，俄羅斯政治家，心臟病發作。[69]
- 彼得·安德里（Peter Andry），83歲，澳大利亞出生的英國唱片製作人（Decca Records，EMI Classics），癌症。[70]
- 穆扎弗·阿塔克（Muzaffer Atac），77歲，土耳其裔美國物理學家。[71]
- 約翰·鮑德溫（John E. Baldwin），79歲，英國天文學家。[72]
- Hendrik Coetzee，35歲，南非皮划艇運動員和冒險家，鱷魚襲擊。[73]
- Cardell Camper，58歲，美國棒球運動員。[74]
- 伊莉莎白·愛德華茲（Elizabeth Edwards），61歲，美國作家，律師和政治活動家，乳腺癌。[75]
- 范耀登，68歲，馬來西亞政治家和人權活動家，癌症。[76]
- 約翰·費拉羅（John A. Ferraro），64歲，美國電視演員兼導演，結腸癌。[77]
- 撒母耳·佩爾索普·金（Samuel Pailthorpe King），94歲，美國地方法院法官（夏威夷地區，1972-1984年），因跌倒受傷。[78]
- 阿特·馬漢（Art Mahan），97歲，美國棒球運動員（費城費城人隊）和大學棒球教練（維拉諾瓦），心力衰竭。[79]
- Gus Mercurio，82歲，美國出生的澳大利亞拳擊推廣人，國際拳擊裁判和演員。[80]
- 卡里·塔皮奧（Kari Tapio），65歲，芬蘭施拉格歌手，心臟病發作。[81]
- 費德里科·瓦羅（Federico Vairo），80歲，阿根廷足球運動員和教練，胃癌。[82]
- Armin Weiss，83歲，德國化學家和政治家。[83]
- 現年86歲的阿諾德·韋斯（Arnold Weiss）是德國出生的美國士兵，他幫助發現了阿道夫·希特勒（Adolf Hitler）的遺囑，肺炎。[84]

### 8日
- Poul Andersen，82歲，丹麥足球運動員。[85]
- 默里·阿姆斯壯（Murray Armstrong），94歲，加拿大冰球運動員（底特律紅翼隊，多倫多楓葉隊）和教練（丹佛大學），中風併發症。[86]
- Walter Haeussermann，96歲，德國出生的美國火箭科學家，跌倒併發症。[87]
- 約翰·詹姆斯（John James），76歲，澳大利亞足球運動員，布朗洛獎牌得主，中風。[88]
- 特雷夫·湯姆斯（Trev Thoms），60歲，英國吉他手（Inner City Unit，Atomgods），胰腺癌。 [89]

### 9日
- 安迪·安德森（Andy Anderson），97歲，美國退役少將，佛羅里達州那不勒斯市長（1978-1982）。[90]
- John Makepeace Bennett，89歲，澳大利亞計算機科學家。[91]
- 約翰·杜邦，72歲，美國億萬富翁和殺人犯，自然原因。[92]
- 查克·喬丹（Chuck Jordan），83歲，美國汽車設計師（通用汽車）。[93]
- 亞歷山大·克斯特（Alexander Kerst），86歲，奧地利演員。[94]
- 詹姆斯·穆迪（James Moody），85歲，美國爵士薩克斯管演奏家和長笛演奏家（“穆迪的愛的心情”），胰腺癌。[95]
- Fausto Sarli，83歲，義大利時裝設計師。[96]
- 多夫·希蘭斯基，86歲，以色列政治家，以色列議會議長（1988-1992）。[97]
- Thorvald Strömberg，79歲，芬蘭奧運短距離皮划艇運動員。[98]
- 鮑裡斯·季先科，71歲，俄羅斯作曲家。[99]
- 安赫爾·托雷斯（Ángel Torres），82歲，古巴作家和歷史學家。[100]

### 10日
- 尼古拉斯·阿斯特裡尼迪斯，89歲，羅馬尼亞出生的希臘作曲家、鋼琴家、指揮家和教育家。[101]
- 馬塞爾·多明戈（Marcel Domingo），86歲，法國足球運動員。[102]
- 約翰·芬恩，93歲，美國化學家和諾貝爾獎獲得者。[103]
- J·邁克爾·哈戈皮安（J. Michael Hagopian），97歲，出生於奧斯曼帝國的美國紀錄片製片人。[104]
- George Pickow，88歲，美國攝影師和電影製片人。[105]
- 雅克·斯沃特斯（Jacques Swaters），84歲，比利時賽車手。[106]

### 11日
- 何塞·多斯桑托斯·加西亞（José dos Santos Garcia），97歲，葡萄牙出生的莫三比克羅馬天主教主教，阿美利亞港主教（1957-1975）。[107]
- 迪克·霍納（Dick Hoerner），88歲，美式橄欖球運動員（洛杉磯公羊隊），中風。[77]
- 羅尼·麥克馬洪（Ronnie McMahon），68歲，愛爾蘭奧運馬術運動員。[108]
- 麥肯齊·米勒（MacKenzie Miller），89歲，美國賽馬訓練師，擁有者和飼養員，名人堂成員，中風併發症。[109]
- Urszula Modrzyńska，82歲，波蘭女演員。[110]
- 羅傑·妮可（Roger Nicole），95歲，瑞士出生的美國福音派基督教神學家。[111]
- 彼得·里西（Peter Risi），60歲，瑞士足球運動員，長期患病。[112]
- 吉恩·斯潘格勒（Gene Spangler），88歲，美式足球運動員（底特律雄獅隊）。[113]
- 吉列爾莫·斯奎拉（Guillermo Squella），87歲，智利奧運馬術運動員。[114]

### 12日
- 曼努埃爾·卡瓦列羅（Manuel Caballero），79歲，委內瑞拉歷史學家，記者和作家，前列腺手術后的併發症。[115]
- 珍妮·格裡夫（Jannie Greeff），75歲，南非奧運舉重運動員。[116]
- 拉希曼·古隆（Lachhiman Gurung），92歲，尼泊爾出生的英國士兵，維多利亞十字勳章獲得者。[117]
- 雷蒙德·卡利茲（Raymond Kalisz），83歲，美國出生的巴布亞羅馬天主教主教，韋瓦克主教（1980-2002）。[118]
- 蒂莫西·馬倫多馬，75歲，中非政治家，總理（1992-1993）。[119]
- Ros Mey，85歲，柬埔寨出生的美國佛教僧侶和社區領袖，紅色高棉政權的倖存者。[120]
- 卡爾頓·奈什-帕爾默，63歲，美國部落首領，梅斯卡萊羅阿帕奇總統（2008-2010）。[121]
- 伊曼紐爾·奧戈利（Emmanuel Ogoli），21歲，奈及利亞足球運動員。[122]
- B. S. Ranga，93歲，印度電影導演。[123]
- 海倫·羅伯茨（Helen Roberts），98歲，英國歌手和演員。[124]
- 威廉·湯普森（William Thompson），71歲，英國政治家，西蒂隆議員（1997-2001）。[125]
- 湯姆·沃金肖（Tom Walkinshaw），64歲，英國工程師和賽車隊老闆（Tom Walkinshaw Racing，Arrows），癌症。 [126]

### 13日
- 詹姆斯·迪布爾（James Dibble），87歲，澳大利亞電視新聞主持人，癌症。[127]
- 克勞德·福西耶（Claude Foussier），85歲，法國奧運射擊運動員。[128]
- 梅納德·W·格利特曼（Maynard W. Glitman），77歲，美國外交官，《中程核力量條約》談判代表，失智併發症。[129]
- 裡克·格裡菲斯（Rick Griffiths），62歲，澳大利亞原住民活動家和ATSIC專員。[130]
- 理查·霍爾布魯克（Richard Holbrooke），69歲，美國外交官，駐德國大使（1993-1994年）和駐聯合國大使（1999-2001年），主動脈夾層併發症。[131]
- 恩里克·莫倫特（Enrique Morente），67歲，西班牙弗拉門戈歌手。[132]
- 雷米·翁加拉（Remmy Ongala），63歲，坦尚尼亞歌手。[133]
- 凱倫·索蒂托（Karen Sortito），49歲，美國電影行銷主管，癌症。[134]
- 渡邊武，74歲，日本配音演員（Cowboy Bebop，北極星之拳，火影忍者），肺炎。[135]

### 14日
- 弗洛倫斯·阿姆斯壯（Florence Armstrong），82歲，愛爾蘭教師。[136]
- 哈康·克裡斯蒂（Håkon Christie），88歲，挪威建築師。[137]
- 蒂莫西·達夫林（Timothy Davlin），53歲，美國政治家，伊利諾伊州斯普林菲爾德市市長（自2003年起），槍擊自殺。[138]
- 羅賓·道斯（Robyn Dawes），74歲，美國心理學家和教授。[139]
- Adalbert Eledui，62歲，帕勞參議員和環保主義者，長期患病。[140]
- 露絲·派克（Ruth Park），93歲，紐西蘭出生的澳大利亞小說家。[141]
- 涅瓦·派特森（Neva Patterson），90歲，美國女演員（《要記住的事》《所有總統的男人》），髖部骨折併發症。[142]
- 帕斯卡爾·拉科托馬沃，76歲，馬達加斯加政治家，總理（1997-1998），心血管疾病。[143]
- 戴爾·羅伯茨（Dale Roberts），24歲，英國足球運動員（Rushden & Diamonds），上吊自殺。[144]
- 阿爾貝托·塞加多（Alberto Segado），66歲，阿根廷演員（Asesinato en el Senado de la Nación）。[145]

### 15日
- 肯·阿布萊克（Ken Ablack），91歲，特立尼達板球運動員。[146]
- Téclaire Bille，22歲，赤道幾內亞足球運動員，交通事故。[147]
- 多明尼·布萊斯（Domini Blythe），63歲，英國出生的加拿大舞臺和電影女演員（《皇家山》《尋找明天》），癌症。[148]
- 雷切爾·布羅姆維奇（Rachel Bromwich），95歲，英國學者。[149]
- 卡洛斯·平托·科埃略（Carlos Pinto Coelho），66歲，葡萄牙記者和電視名人，主動脈手術併發症。[150]
- 伯納德·派翠克·德夫林（Bernard Patrick Devlin），89歲，愛爾蘭出生的直布羅陀羅馬天主教主教（1985-1998）。[151]
- 布萊克·愛德華茲（Blake Edwards），88歲，美國電影導演，製片人和編劇（《粉紅豹》，《蒂凡尼的早餐》），肺炎。[152]
- 安東尼·埃納霍羅（Anthony Enahoro），87歲，奈及利亞政治活動家。[153]
- 巴勃羅·恩東·埃西（Pablo Ndong Esi），41歲，赤道幾內亞足球運動員和經理，交通事故。[154]
- 鮑勃·費勒（Bob Feller），92歲，美國棒球運動員（克利夫蘭印第安人），棒球名人堂成員，白血病。[155]
- Teuvo Hatunen，66歲，芬蘭奧運滑雪運動員。[156]
- 斯坦·希爾，90歲，澳大利亞足球運動員，澳大利亞足球名人堂成員。[157]
- Solange Michel，98歲，法國女中音。[158]
- 湯姆·紐納姆（Tom Newnham），84歲，紐西蘭政治活動家和教育家，癌症患者。[159]
- 讓·羅林（Jean Rollin），72歲，法國電影導演、演員和小說家，長期患病。[160]
- 尤金·維克多·沃爾芬斯坦（Eugene Victor Wolfenstein），70歲，美國社會理論家和精神分析學家，政治學教授（加州大學洛杉磯分校），癌症。[161]

### 16日
- 歐文·艾布拉姆斯（Irwin Abrams），96歲，美國歷史學家。[162]
- 理查·阿德尼（Richard Adeney），90歲，英國長笛演奏家。[163]
- 小弗蘭克·巴爾迪諾（Frank Baldino， Jr.），57歲，美國藥理學家，製藥公司Cephalon的創始人，白血病。[164]
- Melvin E. Biddle，87歲，美國榮譽勳章獲得者。[165]
- John David Duty，58歲，美國被定罪的殺人犯，美國第一個使用戊巴比妥處決的人，通過注射死刑。[166]
- 弗朗索瓦·加約（François Gayot），83歲，海地羅馬天主教主教，海地角大主教（1974-2003）。[167]
- Reg Hope，83歲，澳大利亞政治家，塔斯馬尼亞州立法委員會成員（1979-1997）。[168]
- 斯特林·里昂，83歲，加拿大政治家，曼尼托巴省省長（1977-1981）。[169]
- 瑪麗·簡·奧德爾（Mary Jane Odell），87歲，美國記者、講師和政治家。[170]
- E·吉恩·史密斯（E. Gene Smith），74歲，美國藏學家。[171]
- 斯圖爾特，81歲，北愛爾蘭歷史學家。[172]
- 凱倫·塔特爾（Karen Tuttle），90歲，美國中提琴教師，長期患病。[173]

### 17日
- 葛籣·亞當斯（Glen Adams），65歲，牙買加音樂家。[174]
- 西爾維諾·巴爾薩納·阿古多（Silvino Barsana Agudo），93歲，菲律賓律師和商人。[175]
- Arne Arnesen，82歲，挪威外交官和政治家。[176]
- Beefheart船長，69歲，美國搖滾音樂家和藝術家（鱒魚面具複製品），多發性硬化症併發症。[177]
- 拉爾夫·科茨（Ralph Coates），64歲，英格蘭足球運動員（伯恩利，托特納姆熱刺，萊頓東方，英格蘭），中風。[178]
- 沃爾特·德羅波（Walt Dropo），87歲，美國棒球運動員（波士頓紅襪隊，巴爾的摩金鶯隊）。[179]
- 迪克·吉布森（Dick Gibson），92歲，英國賽車手。[180]
- 尤金·戈德瓦瑟（Eugene Goldwasser），88歲，美國科學家，第一個純化EPO提取物，前列腺癌。[181]
- 安東·昆茨，95歲，奧地利奧運水球運動員[182]
- 尼科斯·帕帕塔基斯（Nikos Papatakis），92歲，希臘電影導演。[183]
- Martti Pennanen，87歲，芬蘭電影和舞台演員。[184]
- 莉娜·羅梅（Lina Romay），91歲，美國女演員和歌手。[185]
- 瑪麗亞·赫蘇斯·聖塞貢多，52歲，西班牙外交官、經濟學家和學者，教育和科學部長（2004-2006年），癌症。[186]
- 蘇萊曼·塔哈（Sulaiman Taha），59歲，馬來西亞政治家，柔佛州立法議會議員。[187]
- 米哈伊爾·烏曼斯基（Mikhail Umansky），58歲，俄羅斯出生的德國國際象棋特級大師。[188]

### 18日
- 魯道夫·阿爾斯韋德（Rudolf Ahlswede），72歲，德國數學家。[189]
- 約翰·布科夫斯基（John Bukovsky），86歲，斯洛伐克出生的美國羅馬天主教主教，羅馬尼亞（1990-1994）和俄羅斯（1994-2000）的使徒大使。[190]
- 菲爾·卡瓦雷塔（Phil Cavarretta），94歲，美國棒球運動員（芝加哥小熊隊，芝加哥白襪隊），中風併發症。[191]
- 安·辛德里克（Ann Cindric），88歲，美國AAGPBL棒球運動員。[192]
- 莫裡斯·科恩（Morris L. Cohen），83歲，美國法律圖書館員，白血病。[193]
- Clay Cole，72歲，美國電視節目主持人（The Clay Cole Show）和DJ。[194]
- 諾貝托·迪亞茲（Norberto Díaz），58歲，阿根廷演員。[195]
- 拉斐爾·費爾南德斯·阿爾瓦雷斯，97歲，西班牙政治家，地區委員會主席（1978-1981），阿斯圖里亞斯第一任總統（1981-1983）。[196]
- 史蒂文·W·費舍爾（Steven W. Fisher），64歲，美國法官，癌症。[197]
- Max Jammer，95歲，以色列物理學家。[198]
- 塔索·卡瓦迪亞（Tasso Kavadia），89歲，希臘女演員和藝術家。[199]
- 傑拉德·曼塞爾（Gerard Mansell），89歲，英國廣播主管。[200]
- 托馬索·帕多阿-希奧帕，70歲，義大利銀行家和政治家，經濟和財政部長（2006-2008），歐元的支援者，心臟病發作。[201]
- 詹姆斯·皮克爾斯（James Pickles），85歲，英國巡迴法官和小報專欄作家。[202]
- 納什·羅伯茨（Nash Roberts），92歲，美國電視氣象學家。[203]
- 傑奎琳·德·羅米利（Jacqueline de Romilly），97歲，法國語言學家。[204]
- 埃裡克·施默茨（Eric Schmertz），84歲，美國勞工談判代表，霍夫斯特拉大學法學院院長。[205]

### 19日
- 克裡斯·康登（Chris Condon），88歲，美國電影攝影師（《大白鯊3D》），3D鏡頭發明者。[206]
- 勒格朗·柯蒂斯（LeGrand R. Curtis），86歲，耶穌基督後期聖徒教會（LDS教會）的美國長老。[207]
- Lupe Gigliotti，84歲，巴西女演員，肺癌。[208]
- 安東尼·霍華德（Anthony Howard），76歲，英國記者、廣播員和編輯（《新政治家》）。[209]
- Murali Kuttan，56歲，印度運動員，亞運會獎牌得主。[210]
- Lucien Mathys，86歲，比利時自行車手。[211]
- 特魯迪·皮茨（Trudy Pitts），78歲，美國爵士管風琴家，鋼琴家和歌手，胰腺癌。[212]
- Noah al-Qudah，71歲，約旦穆斯林學者，約旦大穆夫提（2007-2010）。[213]
- 羅伊·羅曼（Roy Romain），92歲，英國奧運游泳運動員，中風。[214]
- Helen Maynor Scheirbeck，75歲，美國教育家和活動家，中風。[215]
- 馬克·史密斯（Mark A. Smith），45歲，英國出生的美國病理學教授，肇事逃逸事故。[216]

### 20日
- 約翰·奧爾迪斯（John Alldis），81歲，英國合唱指揮和指揮。[217]
- 唐娜·阿特伍德（Donna Atwood），85歲，美國花樣滑冰運動員，呼吸系統疾病。[218]
- 阿米爾·巴希爾（Aamer Bashir），38歲，巴基斯坦板球運動員，癌症。[219]
- 傑奎琳·考特尼（Jacqueline Courtney），64歲，美國女演員（《另一個世界》《一生一世》），轉移性黑色素瘤。[220]
- 喬瓦尼·費羅菲諾（Giovanni Ferrofino），98歲，義大利羅馬天主教主教，駐海地（1960-1965）和厄瓜多爾（1965-1970）的使徒大使[221]
- 戈登·福斯特（Gordon Foster），89歲，愛爾蘭數學家。[222]
- 布萊恩·漢拉漢（Brian Hanrahan），61歲，英國記者，癌症。[223]
- 史蒂夫·蘭德斯伯格（Steve Landesberg），74歲，美國演員（巴尼·米勒（Barney Miller），忘記莎拉·馬歇爾（Forgetting Sarah Marshall），結直腸癌。[224]
- 詹姆斯·曼恩（James Mann），90歲，美國政治家，美國南卡羅來納州眾議員（1969-1979），阿爾茨海默病。[225]
- Magnolia Shorty，28 歲，美國說唱歌手，被槍殺。[226]
- Gérandale Télusma，38歲，海地律師和政治家，副手，車禍。[227]
- 派特裡夏·湯普森（Patricia Thompson），63歲，美國電視製片人，艾美獎獲獎紀錄片導演，腦溢血。[228]

### 21日
- 恩佐·貝爾佐特（Enzo Bearzot），83歲，義大利世界盃冠軍足球經理和球員。[229]
- W·彼特·坎寧安（W. Pete Cunningham），81歲，美國政治家，北卡羅來納州眾議院議員（1987-2008）。[230]
- Elmo Gideon，86歲，美國藝術家和雕塑家。[231]
- 大衛·軒尼詩（David Hennessy），第三代溫德舍姆男爵（Baron Windlesham），78歲，英國政治家和電視主管。[232]
- Oleksandr Kovalenko，34歲，烏克蘭足球運動員（第聶伯羅，礦工）和裁判，跳樓自殺。[233]
- 伯蒂·路易斯（Bertie Lewis），90歲，英國二戰英國皇家空軍飛行員和反戰活動家。[234]
- 瑪西婭·路易斯（Marcia Lewis），72歲，美國音樂劇女演員和歌手，癌症。[235]
- 卡塔琳娜·斯佩羅尼（Catalina Speroni），72歲，阿根廷女演員。[236]
- 傑克·特雷西（Jack Tracy），83歲，美國編輯（Down Beat）和音樂製作人（Chess，Mercury）。 [237]

### 22日
- Jean Chamant，97歲，法國部長，參議員（1977-1995）。[238]
- David Cockayne，68歲，英國物理學家。[239]
- 弗雷德·福伊（Fred Foy），89歲，美國廣播電視播音員（獨行俠），自然原因。[240]
- 吉安娜·加利（Gianna Galli），75歲，義大利歌劇女高音。[241]
- 納里尼·傑旺特（Nalini Jaywant），84歲，印度女演員。[242]
- 約翰·麥克雷迪（John Macreadie），64歲，蘇格蘭工會會員，腦瘤。[243]
- 薇薇·馬庫森（Vivi Markussen），71歲，丹麥奧運短跑運動員。[244]
- 艾倫·沙爾克羅斯（Alan Shallcross），78歲，英國電視製片人。[245]

### 23日
- 唐納德·奧爾欽，80歲，英國聖公會牧師和神學家[246]
- 戈登·艾倫（Gordon P. Allen），81歲，美國政治家。[247]
- 塞萊斯蒂諾·羅查·達科斯塔，72歲，聖多美政治家，總理（1988-1991）。[248]
- 賈亞本·德賽（Jayaben Desai），77歲，印度出生的英國工會會員（葛籣威克糾紛）。[249]
- 威廉·馮斯，93歲，美國法學家，田納西州最高法院大法官（1973-1990）。[250]
- 弗雷德·哈格斯海默（Fred Hargesheimer），94歲，美國空軍飛行員，巴布亞新幾內亞西新不列顛省的慈善家。[251]
- 易卜拉欣·伊斯梅爾（Ibrahim Ismail），88歲，馬來西亞陸軍上將。[252]
- K. Karunakaran，92歲，印度政治家，喀拉拉邦首席部長（1977年;1981-1987年;1991-1995年），中風。[253]
- Kenneth B. Lee，88歲，美國政治家，賓夕法尼亞州眾議院議長（1967-1968;1973-1974），黑色素瘤。[254]
- 何塞·安東尼奧·莫梅涅（José Antonio Momeñe），70歲，西班牙奧運自行車運動員。[255]
- 珍妮·波米·維加（Janine Pommy Vega），68歲，美國垮掉的一代詩人。[256]

### 24日
- 埃德塞爾·阿爾伯特·阿蒙斯（Edsel Albert Ammons），86歲，美國主教。[257]
- 伊莉莎白·貝雷斯福德（Elisabeth Beresford），84歲，英國兒童作家，《The Wombles》的創作者。[258]
- 菲力浦·伯頓（Philip Burton Jr.），76歲，美國紀錄片製片人，阿爾茨海默病。[259]
- Jean-Marie Charpentier，71歲，法國建築師和城市規劃師。[260]
- 柳博米爾·奇普拉尼奇，74歲，塞爾維亞演員。[261]
- 弗朗西斯·金斯伯格（Frances Ginsberg），55歲，美國歌劇女高音，卵巢癌。[262]
- 佩爾·卡斯滕森（Per Karstensen），95歲，挪威政治家。[263]
- 大衛·肯沃西（David Kenworthy），第11代斯特拉博爾吉男爵（Baron Strabolgi），96歲，英國貴族，上議院議員。[264]
- 約翰·馬茨科（John Matsko），77歲，美式橄欖球運動員（密歇根州立大學斯巴達人隊）。[265]
- 弗蘭斯·德·蒙克（Frans de Munck），88歲，荷蘭足球運動員。[266]
- 羅伊·紐伯格（Roy Neuberger），107歲，美國金融家和藝術贊助人。[267]
- 何塞·奧蘭迪斯（José Orlandis），92歲，西班牙教會歷史學家和牧師。[268]
- Orestes Quércia，72歲，巴西政治家，聖保羅州長（1987-1991），前列腺癌。[269]
- 尼爾·羅傑斯（Neil Rogers），68歲，美國電臺名人，心力衰竭。[270]
- Myrna Smith，69歲，美國歌手和詞曲作者（Sweet Inspirations），腎衰竭。[271]
- 尤里·斯塔倫斯基，65歲，俄羅斯奧運銀牌（1976年）和銅牌（1972年）獲得獎牌的排球運動員，中風。[272]
- Eino Tamberg，80歲，愛沙尼亞作曲家。[273]
- 毒蛇，51歲，美國色情女演員，肺癌。[274]
- 約翰·沃霍爾，85歲，美國博物館創始人（安迪·沃霍爾博物館），安迪·沃霍爾的兄弟，肺炎。[275]

### 25日
- 阿倫·艾布拉姆斯（Aron Abrams），50歲，美國編劇和電視製片人（《山丘之王》、《人人都討厭克裡斯》、《來自太陽的第三塊石頭》）。[276]
- 瓊·亞歷山大（Joan Alexander），98歲，蘇格蘭歌手。[277]
- 凱文·博伊爾（Kevin Boyle），67歲，北愛爾蘭法學教授和人權活動家，癌症。[278]
- Gavin Brown，68歲，澳大利亞學者，悉尼大學副校長（1996-2008）。[279]
- 約翰·布萊蒂斯，77歲，英國出生的立陶宛羅馬天主教主教，阿爾巴尼亞宗座大使（1997-2008）。[280]
- 巴德·格林斯潘，84歲，美國奧運電影製片人，帕金森病。[281]
- 羅伯特·甘迺迪（Robert E. Kennedy），95歲，美國大學校長（加州理工學院）。[282]
- 埃裡克·拉克索（Eric Laakso），54歲，美式足球運動員（邁阿密海豚隊），自然原因。[283]（屍體於此日發現）
- 路易士·曼雷薩·福爾摩薩（Luis Manresa Formosa），95歲，瓜地馬拉羅馬天主教主教，洛斯阿爾托斯·克薩爾特南戈-托托尼卡潘主教（1955-1979）。[284]
- 豪爾赫·梅耶（Jorge Mayer），95歲，阿根廷羅馬天主教主教，布蘭卡港大主教（1972-1991）。[285]
- 伊恩·諾布爾爵士（Sir Iain Noble），75歲，蘇格蘭商人。[286]
- 卡爾·奧爾森（Karl Olson），80歲，美國棒球運動員。[287]
- 卡洛斯·安德列斯·佩雷斯，88歲，委內瑞拉政治家，總統（1974-1979;1989-1993），心臟病發作。[288]
- 錢雲輝，53歲，中國持不同政見者。[289]
- A. N. Ray，98歲，印度法學家，印度最高法院首席大法官（1973-1977）。[290]
- 莫裡斯·里奧利（Maurice Rioli），53歲，澳大利亞VFL球員和政治家，北領地阿拉弗拉立法議會議員（1992-2001），心臟病發作。[291]
- 伊琳娜·祖伊科娃（Irina Zuykova），52歲，蘇聯奧運馬術運動員。[292]

### 26日
- 約翰·阿奇博爾德·阿姆斯壯（John Archibald Armstrong），93歲，加拿大企業高管。[293]
- 薩爾瓦多·豪爾赫·布蘭科，84歲，多明尼加共和國政治家，總統（1982-1986）。[294]
- 韋德·克蘭（Wade Crane），66歲，美國檯球運動員，車禍。[295]
- 傑拉爾丁·道爾（Geraldine Doyle），86歲，美國工廠工人，“我們能做到！”海報的靈感來源。[296]
- 喬納斯·福爾克（Jonas Falk），66歲，瑞典角色演員。[297]
- 尤金·加菲爾德（Eugene K. Garfield），74歲，美國自動列車公司創始人，食道癌。[298]
- 95歲的美國核科學家阿爾伯特·吉奧索（Albert Ghiorso）共同發現了十二種化學元素。[299]
- 米格爾·瑪麗亞·詹貝利（Miguel Maria Giambelli），90歲，巴西羅馬天主教主教，布拉干薩帕拉主教（1980-1996）。[300]
- 比爾·鐘斯，89歲，英國國際足球運動員，自然原因。[301]
- 馬修·利普曼（Matthew Lipman），87歲，美國教育家。[302]
- 羅伯特·麥考利（Robert Macauley），87歲，美國製造商，AmeriCares創始人，肺氣腫。[303]
- Teena Marie，54歲，美國歌手和作曲家。[304]
- 伊恩·撒母耳（Ian Samuel），95歲，英國皇家空軍飛行員和外交官。[305]
- 潔西·雷·斯科特（Jessie Rae Scott），81歲，美國州長第一夫人（1969-1973），北卡羅來納州州長鮑勃·斯科特（Bob Scott）的遺孀，長期患病。[306]
- 伯納德·威爾遜（Bernard Wilson），64歲，美國歌手（Harold Melvin & the Blue Notes），中風和心臟病發作。[307]

### 27日
- 基思·安德魯（Keith Andrew），81歲，英國板球運動員。[308]
- 沃爾特·巴爾默（Walter Balmer），62歲，瑞士足球運動員。[309]
- 伯納德·皮埃爾·唐納迪厄（Bernard-Pierre Donnadieu），61歲，法國演員，癌症。[310]
- 拉斐爾·希利爾（Raphael Hillyer），96歲，美國中提琴家，茱莉亞弦樂四重奏創始成員，心力衰竭。[311]
- 阿爾弗雷德·卡恩（Alfred E. Kahn），93歲，美國經濟學家，癌症。[312]
- Maureen Lehane，78歲，英國歌手和音樂節召集人。[313]
- 傑克·萊斯利（Jack Leslie），90歲，加拿大政治家，卡爾加里市長（1965-1969）。[314]
- 格蘭特·麥庫恩（Grant McCune），67歲，美國視覺效果藝術家（《星球大戰》《星際迷航：電影》《極速》），奧斯卡獎得主（1978年），胰腺癌。[315]
- 邁克爾·奧派克（Michael O'Pake），70歲，美國政治家，賓夕法尼亞州參議院任職時間最長的議員（自1973年以來），手術併發症。[316]
- 大衛·斯科特爵士，91歲，英國外交官。[317]

### 28日
- Atina Bojadži，66歲，馬其頓馬拉松游泳運動員，第一位游過英吉利海峽的南斯拉夫女性。[318]
- 弗蘭克·博尼利亞（Frank Bonilla），85歲，波多黎各裔美國學者，長期患病。[319]
- Bennie Briscoe，67歲，美國拳擊手。[320]
- 阿維·科恩（Avi Cohen），54歲，以色列足球運動員，摩托車事故。[321]
- 克裡斯·科爾默（Chris Colmer），30歲，美國大學橄欖球運動員（北卡羅來納州立大學）[322]
- 鄧尼斯·達頓（Denis Dutton），66歲，美國出生的企業家和哲學家，《藝術與文學日報》（Arts & Letters Daily）和“糟糕的寫作大賽”（Bad Writing Contest）的創始人，前列腺癌。[323]
- 唐納德·弗雷澤（Donald Fraser），83歲，美國政治家。[324]
- 約瑟夫·格雷奇，62歲，馬爾他出生的澳大利亞羅馬天主教主教，桑德赫斯特主教（自2001年起），血液疾病[325]
- 弗雷德·赫倫（Fred Heron），66歲，美式橄欖球運動員（聖路易斯紅雀隊）。[326]
- 布蘭登·喬伊斯（Brandon Joyce），26歲，美式橄欖球運動員（聖路易斯公羊隊，明尼蘇達維京人隊），開槍。[327]
- 吉恩·凱爾頓（Gene Kelton），55歲，美國藍調、搖滾和搖滾歌手兼吉他手，因車輛碰撞多處受傷。[328]
- Bill Lajoie，76歲，美國棒球球探兼高管（底特律老虎隊）。[329]
- 澤費里諾·南達亞帕（Zeferino Nandayapa），79歲，墨西哥古典馬林琴演奏家，因摔倒而受傷。[330]
- 特裡·佩德·拉斯穆森，67歲，美國連環殺手。[331]
- 高峰秀子，86歲，日本女演員。[332]
- 比利·泰勒（Billy Taylor），89歲，美國爵士鋼琴家和作曲家（我希望我知道自由的感覺），心臟病發作。[333]
- 傑夫·泰勒（Jeff Taylor），80歲，英國足球運動員。[334]
- 阿加特·馮·特拉普（Agathe von Trapp），97歲，奧地利出生的美國歌手，特拉普家族（音樂之聲）成員。[335]
- 彼得·沃克（Peter Walker），91歲，英國聖公會主教，伊利主教（1977-1989）。[336]

### 29日
- Gratien Ananda，53歲，斯里蘭卡歌手、作曲家、詞曲作者和作詞家。[337]
- 弗拉丹·巴蒂奇，61歲，塞爾維亞政治家和律師，司法部長（2001-2003），喉癌。[338]
- 史蒂夫·博羅斯（Steve Boros），74歲，美國棒球運動員（老虎隊）和經理（田徑隊，教士隊），多發性骨髓瘤併發症。[339]
- 吉米·科菲（Jimmy Coffey），101歲，愛爾蘭投擲者。[340]
- 約翰·道爾（John Doyle），80歲，愛爾蘭人。[341]
- 比爾·歐文（Bill Erwin），96歲，美國演員（《宋飛正傳》《獵鷹之冠》《暮光之城》）。[342]
- 蒙丁·加西亞（Mondine Garcia），75歲，法國吉普賽爵士吉他手。[343]
- 帕維爾·科爾欽，80歲，俄羅斯奧運金牌（1956年）和銅牌（1956年，1964年）獲得獎牌的越野滑雪運動員。[344]
- 拉蒙·蒙特西諾斯，67歲，西班牙足球運動員。[345]
- Sören Wibe，64歲，瑞典經濟學家和政治家，Junilistan黨領袖，歐洲議會和議會議員。[346]

### 30日
- 尼古拉·阿布拉莫夫，26歲，俄羅斯足球運動員。[347]
- 邁克爾·艾林森（Michael Allinson），90歲，英裔美國演員。[348]
- 保羅·卡勒（Paul Calle），82歲，美國藝術家，郵票設計師，黑色素瘤。[349]
- 唐納德·卡羅爾，70歲，美國作家。[350]
- 埃利斯·克拉克爵士，93歲，特立尼達政治家，總督（1972-1976）和總統（1976-1987），中風併發症。[351]
- 巴拉克里希納·埃拉迪（Balakrishna Eradi），88歲，印度法學家，印度最高法院法官。[352]
- 鮑比·法瑞爾（Bobby Farrell），61歲，出生於阿路巴島的舞蹈家和藝人（Boney M.）。[353]
- 湯瑪斯·芬克，91歲，瑞典作家、作曲家和導演。[354]
- 米蘭達·吉尼斯（Miranda Guinness），伊維格伯爵夫人，71歲，英國貴族。[355]
- 羅傑·米利肯（Roger Milliken），95歲，美國紡織業高管（美利肯公司）。[356]
- Tony Proudfoot，61歲，加拿大CFL足球運動員，肌萎縮側索硬化症。[357]
- 瑪律科姆·斯賓塞（Malcolm Spence），73歲，南非奧運會銅牌得主（1960年）。[358]
- 埃裡克·蒂德，84歲，加拿大政治家，新不倫瑞克省聖約翰市市長（1960-1964）。[359]
- 湯姆·范德格裡夫，84歲，美國政治家，德克薩斯州阿靈頓市市長（1951-1977年）和德克薩斯州聯邦國會議員（1983-1985年）。[360]
- 吉娜·威爾金森（Gina Wilkinson），50歲，加拿大女演員（Hangin' In），宮頸癌。[361]
- 珍妮·伍德-艾倫（Jenny Wood-Allen），99歲，蘇格蘭運動員和政治家，最年長的女子馬拉松運動員的世界紀錄保持者。[362]
- 貝蒂·亞爾（Betty Yahr），87歲，美國棒球運動員。[363]
- Barry Zorthian，90歲，越南戰爭期間的美國新聞官[364]。

### 31日
- 赫蘇斯·瑪麗亞·科羅納多·卡羅，92歲，哥倫比亞羅馬天主教主教，吉拉爾多主教（1973-1981）和杜伊塔馬-索加莫索主教（1981-1994）。[365]
- Raymond Impanis，85歲，比利時職業自行車手。[366]
- 威廉·哈丁·勒·裡奇（William Harding le Riche），94歲，南非出生的加拿大流行病學家。[367]
- 托芙·梅斯（Tove Maës），89歲，丹麥女演員。[368]
- 佩爾·奧斯卡森（Per Oscarsson），83歲，瑞典演員，在火災中受傷。[369]
- 史鐵生，59歲，中國作家，腦溢血。[370]
- Syd Ward，103歲，紐西蘭板球運動員。[371]
- 約翰·P·惠勒三世（John P. Wheeler III），66歲，美國總統助理，越南退伍軍人紀念基金第一任主席。[372]（屍體於此日被發現）